# سامنر رداستون
سامنر رداستون (انگلیسی: Sumner Redstone؛ زادهٔ ۲۷ مهٔ ۱۹۲۳-درگذشته ۱۱ اوت ۲۰۲۰) کارآفرین، سرمایه‌دار، بازرگان و مدیر ارشد اجرایی آمریکایی بود که به‌عنوان رئیس هیئت مدیره شرکت سی‌بی‌اس فعالیت می‌کرد. او مالک شرکت‌های ویاکوم، سی‌بی‌اس و پارامونت پیکچرز بود و از سهامداران اصلی شرکت‌های کلمبیا پیکچرز، فاکس قرن بیستم و اوریون پیکچرز بشمار می‌رفت.

## دیدگاه‌های سیاسی
ردستون از حامیان قدیمی حزب حزب دموکرات (ایالات متحده آمریکا) است، و به بسیاری از کمپین‌های دمکرات از جمله تد کندی، جان کری، و رهبر سابق اکثریت سنا تام دشل، ردستون در انتخابات ریاست‌جمهوری ایالات متحده آمریکا (۲۰۰۴) از جمهوری‌خواه جرج دابلیو بوش حمایت کرد چون استدلال می‌کرد بوش برای شرکتش و اقتصاد بهتر است. با وجود حمایت علنی از بوش او در رقابت‌های انتخاباتی به کری کمک مالی کرد.